# Jay Munly
Jay Munly (pseudoniem van Jayson Thompson – Quebec)  is een Canadese auteur, zanger, gitarist en banjospeler. Munly woont in Denver en speelde een belangrijke rol in de ontwikkeling van de ’’Denver sound’’, een muziekstijl gebaseerd op country verrijkt met elementen uit folk, alternatieve rock en gospel. Religie, geweld en mislukte relaties zijn steeds weerkerende onderwerpen in zijn muziek. Naast zijn solowerk is hij ook lid van Slim Cessna's Auto Club.
Als auteur ontving hij de Southern Heritage Award en de Young North American Playwright Award. 

## Discografie
- Petr and the wolf (2010 – als Munly & The Lupercalians)
- De Dar He (2006)
- Blurry (2006)
- Munly & the Lee Lewis Harlots (2004)
- Jimmy Carter Syndrome (2002)
- Galvanized Yankee (1999)
- Munly De Dar He (1997)
- Blurry (1996)